# غادة صقر
غادة موسى إبراهيم صقر (3 نوفمبر 1973)، وشهرتها الدكتورة غادة صقر عضو المجلس القومي للمرأة، وأستاذ الإعلام السياسي بجامعة دمياط بجمهورية مصر العربية وعضو مجلس النواب المصري (2016-2021) مقعد الفردي مستقل عن دائرة بندر ومركز دمياط.

## المؤهلات العلمية[6]
عام 1995، حصلت غادة صقر على درجة البكالوريوس في الإعلام التربوي (صحافة وإذاعة وتليفزيون) من كلية التربية النوعية بدمياط التابعة لوزارة التعليم العالي بتقدير جيد جداً، ثم حصلت على درجة ماجستير في أصول التربية من جامعة القاهرة بتقدير ممتاز عام 2001 حيث تناولت دراستها المعالجة الصحفية لبعض القيم الاجتماعية في مجلات الأطفال المصرية في ضوء الأهداف التربوية لمرحلة التعليم الأساسي، وحصلت على الدكتوراة في أصول التربية من جامعة الأزهر عام 2003 بعنوان معالجة الصحف المصرية لقضايا الشباب الاجتماعية ومدى تمشيها مع احتياجات الشباب المصري (دراسة تقويمية)

## التدرج الأكاديمي
بدأت غادة صقر عملها أخصائية علاقات عامة ثالث بتاريخ (1 سبتمبر 1995)، ثم عملت معيدة بتاريخ (1 مارس 1998)، ثم تدرّجت في عملها الأكاديمي لتصبح مدرس مساعد (2001) ومدرّس (2004) وأستاذ مساعد - في تاريخ 21 يونيو 2017.
وفي يناير 2021 عُينت غادة صقر رئيسًا لقسم الإعلام بكلية التربية النوعية في جامعة دمياط، وذلك بقرار من رئيس الجامعة حينها.
كانت لها عدة مقترحات طرحتها خلال لقاء عُقد بالمركز المصري لدراسات السياسات العامة بعنوان «إصلاح ماسبيرو» يوم 12 يوليو 2017 بشأن حرية الإعلام والصحافة وكان ضمن المتحدثين خلال اللقاء المدير الإداري للمركز المصري لدراسات السياسات العامة، ومدير عام القطاع الاقتصادي بماسبيرو.

## المناصب البرلمانية
شغلت غادة صقر منصب أمين لجنة الإعلام والثقافة والآثار بالتزكية ضمن هيئة مكتب اللجان النوعية بمجلس النواب المصري، كما حصدت أصوات الأكثرية من أعضاء لجنة السياحة والطيران المدني لتتولي أمانة ذات اللجنة النوعية البرلمانية.. يُذكر أنها انضمت لعضوية اللجان البرلمانية: «لجنة الشباب والرياضة»، «لجنة الإسكان»، «لجنة الطاقة والثروة المعدنية»
شاركت غادة صقر في العديد من المداخلات واللقاءات التلفزيونية، منها على سبيل المثال مداخلة على قناة النهار للحديث عن قضية تيران وصنافير مع الإعلامي خالد صلاح ولقاء على قناة دريم مع الإعلامي وائل الإبراشي وعلى قناة TEN برنامج «ستوديو النواب»، وعلى قناة القاهرة والناس وقناة الحياة، وغيرها من البرامج حول قضايا مختلفة.

## المشروعات بقانون
تقدمت غادة صقر بمشروع قانون لتعديل القانون رقم 77 لسنة 1943 والخاص بتعديل بعض مواد قانون المواريث؛ بهدف تغليظ عقوبة من يحرم أحد الورثة الشرعيين من نصيبه الشرعي سواء كان ذكر أم أنثى. كما قدمت مشروع بقانون يتضمن تعديلاً لقانون حماية المنشآت العامة والحيوية مثل: المساجد والكنائس والمتنزهات العامة والمناطق الاقتصادية وغيرها؛ بحيث تتم محاكمة الإرهابي المُعتدِ على تلك المنشآت أمام المحكمة العسكرية.
تنشط غادة صقر في مجتمعها المحلي، لها مبادرة تحت عنوان «مبادرة ستر بنتك» والتي تهدف إلى مساعدة الشباب في جمهورية مصر العربية المقبلين على الزواج على فرش وحدتهم السكانية من خلال أثاث محافظة دمياط؛ بهدف معالجة أزمة صناعة الأثاث والتي عانت منها محافظة دمياط. كما وقعت استمارة حملة شعبية تحت شعار «علشان تبنيها».
في مارس 2017 طلب وكيل لجنة الصناعة في مجلس النواب رفع الحصانة البرلمانية عن غادة صقر، وقدم طلباً